# فرانكو فراتيني
فرانكو فراتيني (بالإيطالية: Franco Frattini)‏ (ولد في روما في 14 مارس 1957) سياسي إيطالي ووزير خارجية إيطاليا بين 1994 و1996 في حكومتي برلوسكوني وديني.

## روابط خارجية
- فرانكو فراتيني على موقع مونزينجر (الألمانية)
- فرانكو فراتيني على موقع أوليمبيديا (الإنجليزية)